# Кинески крст
Кинески крст је веома популарна играчка, механичка слагалица, која се састоји од шест правоуглих штапића. За исту играчку користе се још називи кинески чвор или троструки крст.
Када је правилно сложен, кинески крст даје оптичку варку три пара штапића који су провучени једни кроз друге тако да сваки пар заузима по један правац у једној од три димензије. Растављен, састоји се од шест штапића са различитим усјецима на површини који им омогућавају да се правилно уклопе како би створили илуцију од шест истовјетних штапића.
Играчка се најчешће израђује од дрвета, због доступности материјала, али други материјали, као метал, пластика или слоновача, омогућавају прецизније уклапање.
Постоје и изведене верзије играчке. Једна од њих је искошени крст, код ког се штапићи једног пара не додирују равном површином, него углом штапића.